# Звернення Російського Союзу ректорів
Звернення Російського Союзу ректорів — звернення Російського Союзу ректорів на підтримку вторгнення Росії в Україну, ухвалене 4 березня 2022 року. Його підписали понад 300 ректорів (а всього до Союзу ректорів входять ректори приблизно 700 вузів).

## Зміст звернення
Звернення говорить про військову загрозу Росії з боку України, про російсько-українські науково-освітні зв'язки (!), закликає не переривати навчальний процес, розвивати патріотизм, і зімкнути лави навколо Путіна. Зокрема там йдеться: «Дуже важливо в ці дні підтримати нашу країну, нашу армію, яка відстоює нашу безпеку, підтримати нашого Президента, який прийняв, можливо, найскладніше у своєму житті, вистраждане, але необхідне рішення».
«Нова газета» зазначає, що «вистраждане, але необхідне рішення» є фігурою замовчування, викликаної законом про фейки.

## Список підписантів
1. Садовничий Віктор Антонович, президент Союзу ректорів, ректор Московського державного університету імені М. В. Ломоносова;
2. Александров Анатолій Олександрович, віце-президент РСР, президент Московського державного технічного університету імені М. Е. Баумана;
3. Глибочко Петро Віталійович, віце-президент РСР, ректор Першого московського державного медичного університету імені І. М. Сєченова;
4. Демідов Олексій В'ячеславович, віце-президент РСР, ректор Санкт-Петербурзького державного університету промислових технологій та дизайну;
5. Єндовіцький Дмитро Олександрович, віце-президент РСР, ректор Воронезького державного університету;
6. Іванченко Сергій Миколайович, віце-президент РСР, ректор Тихоокеанського державного університету;
7. Кропачов Микола Михайлович, віце-президент РСР, ректор Санкт-Петербурзького державного університету;
8. Кудрявцев Микола Миколайович, віце-президент РСР, президент Московського фізико-технічного інституту (державний університет);
9. Литвиненко Володимир Стефанович, віце-президент РСР, ректор Санкт-Петербурзького гірничого університету;
10. Лобанов Володимир Григорович, віце-президент РСР, президент Кубанського державного технологічного університету;
11. Пустовий Микола Васильович, віце-президент РСР, президент Новосибірського державного технічного університету;
12. Стронгін Роман Григорович, віце-президент РСР, президент Нижегородського державного університету імені М. І. Лобачевського;
13. Шестаков Олександр Леонідович, віце-президент РСР, ректор Південно-Уральського державного університету;
14. Абдуллазянов Едвард Юнусович, ректор Казанського державного енергетичного університету;
15. Агабекян Раїса Леоновна, ректор Академії маркетингу та соціально-інформаційних технологій;
16. Агафонова Наталія Миколаївна, ректор Західно-Уральського інституту економіки та права;
17. Агібалов Олександр Володимирович, ректор Воронезького державного аграрного університету;
18. Агіней Руслан Вікторович, ректор Ухтинського державного технічного університету;
19. Албакова Фатіма Юсупівна, ректор Інгуського державного університету;
20. Алейник Станіслав Миколайович, ректор Білгородського державного аграрного університету імені В. Я. Горіна;
21. Олександров, Андрій Юрійович, ректор Чуваського державного університету імені І. М. Ульянова;
22. Алібаєв Тимур Лазович, ректор Казанського державного національного дослідницького технічного університету імені О. М. Туполєва;
23. Альбеков, Адам Умарович, президент Ростовського державного економічного університету (РІНГ);
24. Альтудов Юрій Камбулатович, ректор Кабардино-Балкарського державного університету імені Х. М. Бербекова;
25. Амельчаков Ігор Пилипович, начальник Білгородського юридичного інституту МВС РФ імені І. Д. Путіліна;
26. Андрєєв Олексій Петрович, ректор Пермського державного аграрно-технологічного університету імені академіка Д. Н. Прянішнікова;
27. Анісімов Микита Юрійович, ректор Національного дослідницького університету «Вища школа економіки»;
28. Антохіна Юлія Анатоліївна, ректор Санкт-Петербурзький державний університет аерокосмічного приладобудування;
29. Апажєв Аслан Каральбієвич, ректор Кабардино-Балкарського державного аграрного університету імені В. М. Кокова;
30. Асваров Наріман Асварович, ректор Дагестанського державного педагогічного університету;
31. Астапов Михайло Борисович, ректор Кубанського державного університету;
32. Асфандіярова Аміна Ібрагімівна, ректор Уфимського державного інституту мистецтв ім. Загіра Ісмагілова;
33. Ахмадієва Роза Шайхайдарівна, ректор Казанського державного інституту культури;
34. Ахметов Султан Меджидович, ректор Кубанського державного університету фізичної культури, спорту та туризму;
35. Баженова Наталія Геннадіївна, ректор Приамурського державного університету імені Шалом Алейхема;
36. Байхано_ Ісмаїл Баутдинович, ректор Чеченського державного педагогічного інституту;
37. Бакайтіс Валентина Іванівна, ректор Сибірського університету споживчої кооперації;
38. Балашов Олексій Ігорович, ректор Санкт-Петербурзького державного інституту психології та соціальної роботи;
39. Баришев Михайло Геннадійович, ректор Кубанського державного технічного університету;
40. Батаєв Анатолій Андрійович, ректор Новосибірського державного технічного університету;
41. Баулін Олег Олександрович, ректор Уфімського державного нафтового технічного університету;
42. Бахмудкадійович Нухкаді Джалалович, ректор Дагестанського гуманітарного інституту;
43. Башкіна Ольга Олександрівна, ректор Астраханської державної медичної академії;
44. Бачевський Сергій Вікторович, ректор Санкт-Петербурзького державного університету телекомунікацій імені проф. М. А. Бонч-Бруєвича;
45. Безбородов Олександр Борисович, ректор Російського державного гуманітарного університету;
46. Білоус Микола Максимович, ректор Брянської державної сільськогосподарської академії;
47. Беспалов Володимир Олександрович, ректор Національного дослідницького університету «МІЕТ»;
48. Беспалов Дмитро Миколайович, ректор Північно-Кавказького федерального університету;
49. Блажеєв Віктор Володимирович, ректор Московського державного юридичного університету імені О. Є. Кутафіна;
50. Богатирьов Володимир Дмитрович, ректор Самарського національного дослідницького університету імені академіка С. П. Корольова;
51. Богатирьов Дмитро Кирилович, ректор Російської християнської гуманітарної академії;
52. Боєв Максим Юрійович, ректор Хабаровського державного університету економіки та права;
53. Бойко Олена Григорівна, ректор Державного аграрного університету Північного Зауралля;
54. Бордовський Геннадій Олексійович, президент Російського державного університету імені О. І. Герцена;
55. Боровиков Юрій Сергійович, ректор Новгородського державного університету імені Ярослава Мудрого;
56. Боровська Марина Олександрівна, президент Південного федерального університету;
57. Брачун Тетяна Анатоліївна, ректор Північно-Східного державного університету;
58. Бургаров Рафіс Тимерханович, ректор Поволзького державного університету фізичної культури, спорту та туризму;
59. Бучаєв Ахмед Гамідович, ректор Дагестанського державного університету народного господарства;
60. Бучек Альбіна Олександрівна, ректор Білгородського інституту розвитку освіти;
61. Биков Дмитро Євгенович, ректор Самарського державного технічного університету;
62. Валієв Айрат Расимович, ректор Казанського державного аграрного університету;
63. Васильєв Володимир Миколайович, ректор Національного дослідницького університету ІТМО;
64. Верескун Володимир Дмитрович, ректор Ростовського державного університету шляхів сполучення;
65. Волкогон Володимир Олексійович, ректор Калінінградського державного технічного університету;
66. Воронін Анатолій Вікторович, ректор Петрозаводського державного університету;
67. Воротинців Ілля Володимирович, ректор Російського хіміко-технологічного університету імені Д. І. Менделєєва;
68. Виборнова Любов Олексіївна, ректор Поволзького державного університету сервісу;
69. Габітов Ілдар Ісмагілович, ректор Башкирського державного аграрного університету;
70. Гайдамашка Ігор В'ячеславович, ректор Сочинського державного університету;
71. Галажинський Едуард Володимирович, ректор Національного дослідницького Томського державного університету;
72. Галіакберова Альфінур Азатівна, ректор Набережночелнінського державного педагогічного університету;
73. Галицин Сергій Вікторович, ректор Далекосхідної державної академії фізичної культури;
74. Ганієва Алана Віленівна, ректор Північно-Осетинського державного педагогічного інституту;
75. Ганченкова Марія Герасимівна, ректор Сахалінського державного університету;
76. Гаранін Максим Олексійович, ректор Самарського державного університету шляхів сполучення;
77. Глаголєв Сергій Миколайович, ректор Білгородського державного технологічного університету імені В. Г. Шухова;
78. Глушко Дмитро Євгенович, ректор Національного дослідницького Мордовського державного університету ім. Н. П. Огарьова;
79. Горбунов Олександр Павлович, ректор П'ятигорського державного університету;
80. Гордін Михайло Валерійович, ректор Московського державного технічного університету імені М. Е. Баумана;
81. Горлов Сергій Іванович, ректор Нижньовартовського державного університету;
82. Груздєв Михайло Вадимович, ректор Ярославського державного педагогічного університету ім. К. Д. Ушинського;
83. Гуляков Олександр Дмитрович, ректор Пензенського державного університету;
84. Дамдінов Алдар Валерійович, ректор Бурятського державного університету імені Доржі Банзарова;
85. Джамбулатов Зайдін Магомедович, ректор Дагестанського державного аграрного університету;
86. Дмитрієв Сергій Михайлович, ректор Нижегородського державного технічного університету ім. Р. Є. Алексєєва;
87. Драпалюк Михайло Валентнович, ректор Воронезького державного лісотехнічного університету ім. Г. Ф. Морозова;
88. Дробишева-Разумовська Людмила, Іванівна, ректор Пермської державної академії мистецтва та культури;
89. Дулат-Алєєв Вадим Робертович, ректор Казанської державної консерваторії (академія) імені Н. Г. Жиганова;
90. Дьяконов Олександр Анатолійович, ректор Альметьєвського державного нафтового інституту;
91. Нікітін Сергій Сергійович, ректор Санкт-Петербурзької Духовної Академії Російської Православної Церкви;
92. Єфремова Вероніка Василівна, ректор Тюменського державного індустріального університету;
93. Єсауленко Ігор Едуардович, ректор Воронезького державного медичного університету ім. Н. Н. Бурденко;
94. Желєзнов Лев Михайлович, ректор Кіровського державного медичного університету;
95. Жигалєв Борис Андрійович, президент Нижегородського державного лінгвістичного університету імені М. А. Добролюбова;
96. Жмеренецький Костянтин В'ячеславович, ректор Далекосхідного державного медичного університету;
97. Заболотських Тетяна Володимирівна, ректор Амурської державної медичної академії;
98. Загайнова Олена Вадимівна, ректор Національного дослідницького Нижегородського державного університету ім. М. І. Лобачевського;
99. Зайко Тетяна Іванівна, ректор Сибірського державного університету водного транспорту;
100. Замятін Сергій Володимирович, ректор Омського державного університету імені Ф. М. Достоєвського;
101. Занорін Олександр Германович, ректор Саратовської державної консерваторії імені Л. В. Собінова;
102. Засипкін Владислав Павлович, ректор Сургутського державного педагогічного університету;
103. Зекрін Фанаві Хайбрахманович, ректор Чайковського державного інституту фізичної культури;
104. Зенгін Сергій Семенович, ректор Краснодарського державного інституту культури;
105. Зенін Юрій Миколайович, начальник Воронезького інституту підвищення кваліфікації працівників ДПС МНС РФ;
106. Зернов Володимир Олексійович, ректор Російського нового університету;
107. Зібров Геннадій Васильович, начальник Військово-повітряної академії ім. Жуковського та Гагаріна;
108. Зіннуров Фоат Єанафієвич, начальник Казанського юридичного інституту МВС РФ;
109. Зибіна Ольга Станіславівна, ректор Санкт-Петербурзької юридичної академії;
110. Іголкін Сергій Леонідович, ректор Воронезького економіко-правового інституту;
111. Іжмулкіна Катерина Олександрівна, ректор Кемеровського державного сільськогосподарського інституту;
112. Ільїна Наталія Анатоліївна, ректор Псковського державного університету;
113. Іванов Дмитро Олегович, ректор Санкт-Петербурзького державного педіатричного медичного університету;
114. Іванов Сергій Анатолійович, ректор Забайкальського державного університету;
115. Івойлов Валерій Михайлович, президент Кемеровського державного медичного університету;
116. Ільгова Катерина Володимирівна, ректор Саратовської державної юридичної академії;
117. Йоголевич Володимир Олександрович, начальник Тюменського інституту підвищення кваліфікації співробітників МВС РФ;
118. Ісайчев Віталій Олександрович, ректор Ульянівського державного аграрного університету імені П. А. Столипіна;
119. Казаков Юрій Михайлович, ректор Казанського національно-дослідницького технологічного університету;
120. Калінін Роман Євгенович, ректор Рязанського державного медичного університету імені академіка І. П. Павлова;
121. Калініна Алла Едуардівна, ректор Волгоградського державного університету;
122. Карпік Олександр Петрович, ректор Сибірського державного університету геосистем та технологій;
123. Карпов Сергій Вікторович, ректор Воронезького інституту мистецтв;
124. Кислицина Ганна Миколаївна, ректор Санкт-Петербурзька державна художньо-промислова академія імені О. Л. Штігліця;
125. Клемешов Андрій Павлович, президент Балтійського федерального університету імені Іммануїла Канта;
126. Клімов Олександр Олексійович, ректор Російського університету транспорту;
127. Кокшаров Віктор Анатолійович, ректор Уральського федерального університету імені першого Президента Росії Б. Н. Єльцина;
128. Колсанов Олександр Володимирович, ректор Самарського державного медичного університету;
129. Кондрашкіна Олена Олександрівна, ректор Самарського державного економічного університету;
130. Корняков Михайло Вікторович, ректор Іркутського національного дослідницького технічного університету;
131. Коробець Борис Миколайович, ректор Далекосхідного федерального університету;
132. Коротков Олександр Михайлович, ректор Волгоградського державного соціально-педагогічного університету;
133. Короткова Олена Ігорівна, ректор Кіровського державного медичного університету;
134. Косенок Сергій Михайлович, ректор Сургутського державного університету;
135. Костишка Борис Михайлович, ректор Ульянівського державного університету;
136. Котельников Геннадій Петрович, президент Самарського державного медичного університету;
137. Кочкаров Руслан Махарович, ректор Північно-Кавказької державної гуманітарно-технологічної академії;
138. Кравченко Олег Олександрович, ректор Тульського державного університету;
139. Краєва Ірина Аркадіївна, ректор Московського державного лінгвістичного університету (Моріса Тореза);
140. Красильников Дмитро Георгійович, ректор Пермського державного національного дослідницького університету;
141. Криштал Михайло Михайлович, ректор Тольяттінського державного університету;
142. Кротт Іван Іванович, ректор Омського державного педагогічного університету;
143. Кудряшова Олена Володимирівна, ректор Північного (Арктичного) федерального університету;
144. Куїжова Саїда Казбеківна, ректор Майкопського державного технологічного університету;
145. Куликов Євген Сергійович, ректор Сибірського державного медичного університету Міністерства охорони здоров'я України;
146. Курганський Сергій Іванович, ректор Білгородського державного інституту мистецтв та культури;
147. Кучин Роман Вікторович, ректор Югорського державного університету;
148. Левін Борис Олексійович, президент Російського університету транспорту;
149. Левков Сергій Андрійович, ректор Камчатського державного технічного університету;
150. Лівзан Марія Анатоліївна, ректор Омського державного медичного університету;
151. Лобанов Володимир Григорович, президент Кубанського державного технологічного університету;
152. Лопаткін Олексій Олександрович, ректор Університету управління «ТІСБІ»;
153. Лубков Олексій Володимирович, ректор Московського педагогічного державного університету;
154. Лужанін Володимир Геннадійович, ректор Пермської державної фармацевтичної академії;
155. Лук'янов Сергій Анатолійович, ректор Російського національного дослідницького медичного університету імені М. І. Пирогова;
156. Лунєв Олександр Павлович, президент Астраханського державного університету;
157. Лисов Микола Олександрович, ректор Самарського медичного університету «Реавіз»;
158. Львович Ігор Якович, ректор Воронезького інституту високих технологій;
159. Маєвський Дмитро Павлович, ректор Омського державного технічного університету;
160. Майєр Георгій Володимирович, резидент Національного дослідницького Томського державного університету;
161. Макаркін Микола Петрович, президент Мордовського державного університету імені М. П. Огарьова;
162. Максимцев Ігор Анатолійович, ректор Санкт Петербурзького державного економічного університету;
163. Мальцев Сергій Борисович, ректор Санкт-Петербурзького медико-соціального інституту;
164. Малишев Володимир Сергійович, ректор Всеросійського державного університету кінематографії імені С. А. Герасимова;
165. Мамій Дауд Казбекович, ректор Адигейського державного університету;
166. Марінкін Ігор Олегович, ректор Новосибірського державного медичного університету;
167. Маркелов Костянтин Олексійович, ректор Астраханського державного університету;
168. Масюткін Євген Петрович, ректор Керченського державного морського технологічного університету;
169. Машков Сергій Володимирович, ректор Самарського державного аграрного університету;
170. Мау Володимир Олександрович, ректор Російської академії народного господарства та державної служби за Президента Російської Федерації;
171. Мельничук Ірина Альбертівна, ректор Санкт-Петербурзький державний лісотехнічний університет імені С. М. Кірова;
172. Мерзлякова Галина Віталіївна, ректор Удмуртського державного університету;
173. Меркулов Євген Сергійович, ректор Камчатського державного університету імені Вітуса Берінга;
174. Месхи Бесаріон Чохоєвич, ректор Донського державного технічного університету;
175. Мірошников Сергій Олександрович, ректор Оренбурзького державного університету;
176. Митрополит Тобольський та Тюменський Дмитро, ректор Тобольської Православної Духовної Семінарії;
177. Михальчевський, Юрій Юрійович, ректор Санкт-Петербурзького державного університету цивільної авіації;
178. Мішин Дмитро Вікторович, ректор Поволзького державного університету телекомунікацій та інформатики;
179. Морозкін Микола Данилович, ректор Башкирського державного університету;
180. Морозов Віталій Юрійович, ректор Санкт-Петербурзького державного аграрного університету;
181. Мостиканів Олександр Валентинович, ректор Астраханської державної консерваторії;
182. Мочалов Олег Дмитрович, ректор Самарського державного соціально-педагогічного університету;
183. Навроцький Олександр Валентинович, ректор Волгоградського державного технічного університету;
184. Назаров Максим Миколайович, проректор Російської академії народного господарства та державної служби за Президента Російської Федерації;
185. Наркевич Ігор Анатолійович, ректор Санкт-Петербурзького державного хіміко-фармацевтичного університету;
186. Наумов Сергій Юрійович, ректор Саратовського державного технічного університету імені Ю. О. Гагаріна;
187. Наумова Ольга Сергіївна, ректор Самарського державного інституту культури;
188. Нахімов Олександр Павлович, начальник Воронезького інституту МВС РФ;
189. Неваленний Олександр Миколайович, ректор Астраханського державного технічного університету;
190. Нечаєв Володимир Дмитрович, ректор Севастопольського державного університету;
191. Нізамов Рашит Курбангалійович, ректор Казанського державного архітектурно-будівельного університету;
192. Миколаїв Анатолій Миколайович, ректор Північно-Східного федерального університету імені М. К. Аммосова;
193. Новіков Сергій Володимирович, ректор Уфімського державного авіаційного технічного університету;
194. Новіков Юрій Васильович, президент Ярославського державного медичного університету;
195. Нугуманова Людмила Миколаївна, ректор Інституту розвитку освіти Республіки Татарстан;
196. Обвинцев Олексій Анатолійович, ректор Смоленського державного університету спорту;
197. Овчаренко Сергій Михайлович, ректор Омського державного університету шляхів сполучення;
198. Огоєв Алан Урузмагович, ректор Північно-Осетинського державного університету імені К. Л. Хетагурова;
199. Омельченко Ігор Миколайович, ректор Тюменського державного інституту культури;
200. Павлов Олексій Володимирович, ректор Ярославського державного медичного університету;
201. Павлов Валентин Миколайович, ректор Башкирського державного медичного університету Міністерства охорони здоров'я України;
202. Пахомова Наталія Володимирівна, ректор Російського державного інституту сценічних мистецтв;
203. Пєвцовова Олена Олександрівна, ректор Московського державного обласного університету;
204. Перова Олена Юріївна, ректор Східно-Сибірського державного інституту культури;
205. Петров Василь Юрійович, президент Пермського національного дослідницького політехнічного університету;
206. Петров Іван Михайлович, ректор Тюменського державного медичного університету;
207. Пєтухов Ігор Валерійович, ректор Поволзького державного технологічного університету;
208. Пивовар Юхим Йосипович, президент Російського державного гуманітарного університету;
209. Погода Анатолій Кир'янович, перший проректор Липецького державного технічного університету;
210. Погосян Михайло Асланович, ректор Московського авіаційного інституту;
211. Полухін Олег Миколайович, ректор Білгородського державного національного дослідницького університету;
212. Полянсков Юрій В'ячеславович, президент Ульянівського державного університету;
213. Попов Василь Миколайович, ректор Воронезького державного університету інженерних технологій;
214. Попоннікова, Тетяна Володимирівна, ректор Кемеровського державного медичного університету;
215. Прокоф'єв, Станіслав Євгенович, ректор Фінансового університету при Уряді Російської Федерації;
216. Просєков, Олександр Юрійович, ректор Кемеровського державного університету;
217. Проскурін Дмитро Констан, ректор Воронезького державного технічного університету;
218. Пугач Валентин Миколайович, ректор Вятського державного університету;
219. Рабаданов Муртазалі Хулатаєвич, ректор Дагестанського державного університету;
220. Равілов Рустам Хаметович, ректор Казанської державної академії ветеринарної медицини імені М. Е. Баумана;
221. Рогальов Микола Дмитрович, ректор Національного дослідницького університету «МЕІ»;
222. Романчук Іван Сергійович, ректор Тюменського державного університету;
223. Рудський Андрій Іванович, ректор Санкт-Петербурзького політехнічного університету Петра Великого;
224. Рулевський Віктор Михайлович, ректор Томського державного університету систем управління та радіоелектроніки;
225. Рум'янцев Максим Валерійович, ректор Сибірського федерального університету;
226. Русецька Маргарита Миколаївна, ректор Державного інституту російської мови імені О. С. Пушкіна;
227. Савченко Михайло Петрович, ректор Ростовської державної консерваторії імені С. В. Рахманінова;
228. Сагітов Салават Талгатович, ректор Башкирського державного педагогічного університету ім. М.Акмули;
229. Саїдов Заурбек Асланбекович, ректор Чеченського державного університету імені О. О. Кадирова;
230. Сайганов Сергій Анатолійович, ректор Північно-Західний державний медичний університет імені І. І. Мечнікова;
231. Саприкін Іван Іванович, в. о.начальника Воронезького інституту ФСВП РФ;
232. Сараєв Павло Вікторович, ректор Липецького державного технічного університету;
233. Саралідзе Анзор Михайлович ректор Володимирського державного університету;
234. Священик Роман, ректор Воронезької духовної семінарії;
235. Седнєв Дмитро Андрійович, ректор Національного дослідного Томського політехнічного університету;
236. Селютін Валентин Іванович, ректор Воронезького муніципального інституту економіка та соціального управління;
237. Срібний Володимир Валерійович, ректор Московського державного технологічного університету «СТАНКІН»;
238. Сізов Ігор Геннадійович, ректор Східно-Сибірського державного університету технологій та управління;
239. Симоненко Олександр Вікторович, начальник Краснодарського університету МВС Росії;
240. Сколубович Юрій Леонідович, ректор Новосибірського державного архітектурно-будівельного університету;
241. Скоринов Сергій Нестерович, ректор Хабаровського державного інституту мистецтв та культури;
242. Скрипкін Валентин Сергійович, ректор Ставропольського державного аграрного університету;
243. Смагіна Марія Вікторівна, ректор Ставропольського державного педагогічного інституту;
244. Смєшко Олег Григорович, ректор Санкт-Петербурзького університету технологій управління та економіки;
245. Смагіна Марія Вікторівна, ректор Ставропольського державного педагогічного інституту;
246. Созінов Олексій Станіславович, ректор Казанського державного медичного університету;
247. Сойфер Віктор Олександрович, президент Самарського національного дослідницького університету імені академіка С. П. Корольова;
248. Соловйов Андрій Михайлович, ректор Невинномиського державного гуманітарно-технічного інституту;
249. Стромов Володимир Юрійович, ректор Тамбовського державного університету імені Г. Р. Державіна;
250. Сисоєв Олександр Володимирович, ректор Воронезької державної академії фізичної культури;
251. Тарасов Сергій Валентинович, ректор Російського державного університету імені О. І. Герцена;
252. Ташкінов Анатолій Олександрович, ректор Пермського національного дослідницького політехнічного університету;
253. Таюрський Дмитро Альбертович, ректор Казанського (Приволзького) федерального університету;
254. Твардовський Андрій Вікторович, ректор Тверського державного технічного університету;
255. Терентьєва Тетяна Валеріївна, ректор Владивостокського державного університету економіки та сервісу;
256. Тімірясова Асія Віталіївна, ректор Казанського інноваційного університету імені В. Г. Тімірясова;
257. Тихончук Павло Вікторович, ректор Далекосхідного державного аграрного університету;
258. Торкунов Анатолій Васильович, ректор Московського державного інституту міжнародних відносин (університет) Міністерства закордонних справ України;
259. Трубілін Олександр Іванович, ректор Кубанського державного аграрного університету імені І. Т. Трубіліна;
260. Трухачов Володимир Іванович, ректор Російського державного аграрного університету імені К. А. Тімірязєва;
261. Туричин Гліб Андрійович, ректор Санкт-Петербурзького державного морського технічного університету;
262. Тускаєв Таймураз Русланович, ректор Горського державного аграрного університету;
263. Узденов Таусолтан Аубекірович, ректор Карачаєво-Черкеського державного університету імені У. Д. Алієва;
264. Ушамирська Галина Федорівна, ректор Волзького інституту економіки, педагогіки та права;
265. Фалалєєв Андрій Павлович, ректор Кримського федерального університету імені В. І. Вернадського;
266. Федіна Ніна Володимирівна, ректор Липецького державного педагогічного університету імені П. П. Семенова-Тян-Шанського;
267. Федорук Михайло Петрович, ректор Новосибірського національного дослідницького державного університету;
268. Федоров Олександр Олександрович, ректор Балтійського федерального університету імені Іммануїла Канта;
269. Федулін Олександр Олексійович, ректор Російського державного університету туризму та сервісу;
270. Філіппов Володимир Михайлович, президент Російського університету дружби народів;
271. Філоненко Сергій Іванович, ректор Воронезького державного педагогічного університету;
272. Хоменко Андрій Павлович, президент Іркутського державного університету шляхів сполучення;
273. Худін Олександр Миколайович, ректор Курського державного університету;
274. Чепляєв Віктор Леонідович, директор Поволзького інституту управління імені П. А. Столипіна;
275. Чернікова Алевтина Анатоліївна, ректор Національного дослідницького технологічного університету МІСіС;
276. Чибісова Марина Анатоліївна, ректор Санкт-Петербурзького інституту стоматології післядипломної освіти;
277. Чиговська-Назарова, Яніна Олександрівна, ректор Глазовського державного педагогічного інституту імені В. Г. Короленка;
278. Чиріков Анатолій Геннадійович, ректор Кузбаського інституту ФСВП Росії;
279. Чумак Вадим Геннадійович, ректор Самарського університету державного управління «Міжнародний інститут ринку»;
280. Чумаченко Олексій Миколайович, ректор Саратовського національного дослідницького державного університету імені М. Г. Чернишевського;
281. Целікова Катерина Вікторівна, ректор Череповецького державного університету;
282. Цепляєв Віталій Олексійович, ректор Волгоградського державного аграрного університету;
283. Цибіков Беликто Батович, ректор Бурятської державної сільськогосподарської академії;
284. Шапошников Лев Євгенович, президент Нижегородського державного педагогічного університету імені Козьми Мініна;
285. Швецов Михайло Миколайович, ректор Марійського державного університету;
286. Шевченка Володимир Ігорович, ректор Національного дослідницького ядерного університету «МІФІ»;
287. Шевченка Інна Костянтинівна, ректор Південного федерального університету;
288. Шевчик Андрій Павлович, ректор Санкт-Петербурзького державного технологічного інституту (технічного університету);
289. Шелудько Віктор Миколайович, ректор Санкт-Петербурзького державного електротехнічного університету ЛЕТИ імені В. І. Ульянова (Леніна);
290. Шиянов Анатолій Іванович, ректор Міжнародного інституту комп'ютерних технологій;
291. Шиянов Сергій Євгенович, ректор Північно-Кавказького соціального інституту;
292. Шлик Сергій Володимирович, ректор Ростовського державного медичного університету Міністерства охорони здоров'я України;
293. Шпирня Ігор Валентинович, начальник Краснодарського вищого військового училища імені генерала армії С. М. Штеменка;
294. Шумакова Оксана Вікторівна, ректор Омського державного аграрного університету імені П. А. Столипіна;
295. Шунков Олександр Вікторович, ректор Кемеровського державного університету культури та мистецтв;
296. Щокіна Віра Віталіївна, ректор Благовіщенського державного педагогічного університету;
297. Ескіндаров Михайло Абдурахманович, президент Фінансового університету при Уряді Російської Федерації;
298. Юнгблюд Валерій Теодорович, президент Вятського державного університету;
299. Юр'єв Олексій Борисович, ректор Сибірського державного індустріального університету;
300. Якимович Віктор Степанович, ректор Волгоградської державної академії фізичної культури;
301. Яковлєв Олексій Миколайович, ректор Кузбаського державного технічного університету імені Т. Ф. Горбачова;
302. Янін Володимир Леонідович, ректор Ханти-Мансійської державної медичної академії;
303. Ястребов Олег Олександрович, ректор Російського університету дружби народів.